# جزر بنطسي
جزر بنطسي (الاسم العلمي:Daucus ponticus) هو نوع غير مؤكد من النباتات يتبع جنس الجزر من الفصيلة الخيمية.